# 阿隆·斯塔登
阿隆·斯塔登（英語：Aaron Staton，1980年8月10日—）是一名美國演員，出生在西維吉尼亞州亨廷頓。他最著名的作品是在AMC電視劇《廣告狂人》（2007年–2015年）中飾演Ken Cosgrove角色，以及在電子遊戲《黑色洛城》（2011年）中飾演Cole Phelps。

## 外部連結
- 阿隆·斯塔登在互联网电影资料库（IMDb）上的資料（英文）